# Savoia-Marchetti S.55
Il Savoia-Marchetti S.55 fu un idrovolante a doppio scafo bimotore prodotto dall'azienda italiana Savoia-Marchetti dal 1923 e protagonista per un decennio in svariati ruoli nella Regia Aeronautica. Poco dopo la sua introduzione batté numerosi record di velocità, altitudine, autonomia e capacità di carico. Con le celebri trasvolate oceaniche, divenne uno dei simboli dell'aeronautica militare e del progresso tecnologico italiano nei primi anni venti.

## Storia del progetto
L'S.55 fu progettato dall'ing. Alessandro Marchetti e dall'ingegnere Pier Luigi Torre che utilizzarono due propulsori contrapposti, con un'elica spingente ed una traente.
I motori erano alloggiati in una incastellatura sopra le ali, sul piano di simmetria del velivolo: ciò evitava i problemi giroscopici e gli imbardamenti dovuti a possibili dissimmetrie di spinta o avarie di una normale disposizione bimotore.
Particolarmente coraggiosa la soluzione dei due scafi: sfruttavano una struttura cellulare che permetteva il galleggiamento anche in condizioni critiche di danneggiamento e acque mosse.
Il velivolo venne inizialmente respinto dalla commissione giudicatrice del commissariato dell'Aviazione perché ritenuto troppo ardito, nonostante rispondesse alle specifiche richieste, e gli venne preferito un modello più convenzionale. Più tardi venne riesaminato e finalmente gli vennero riconosciuti gli indubbi pregi e venne adottato.

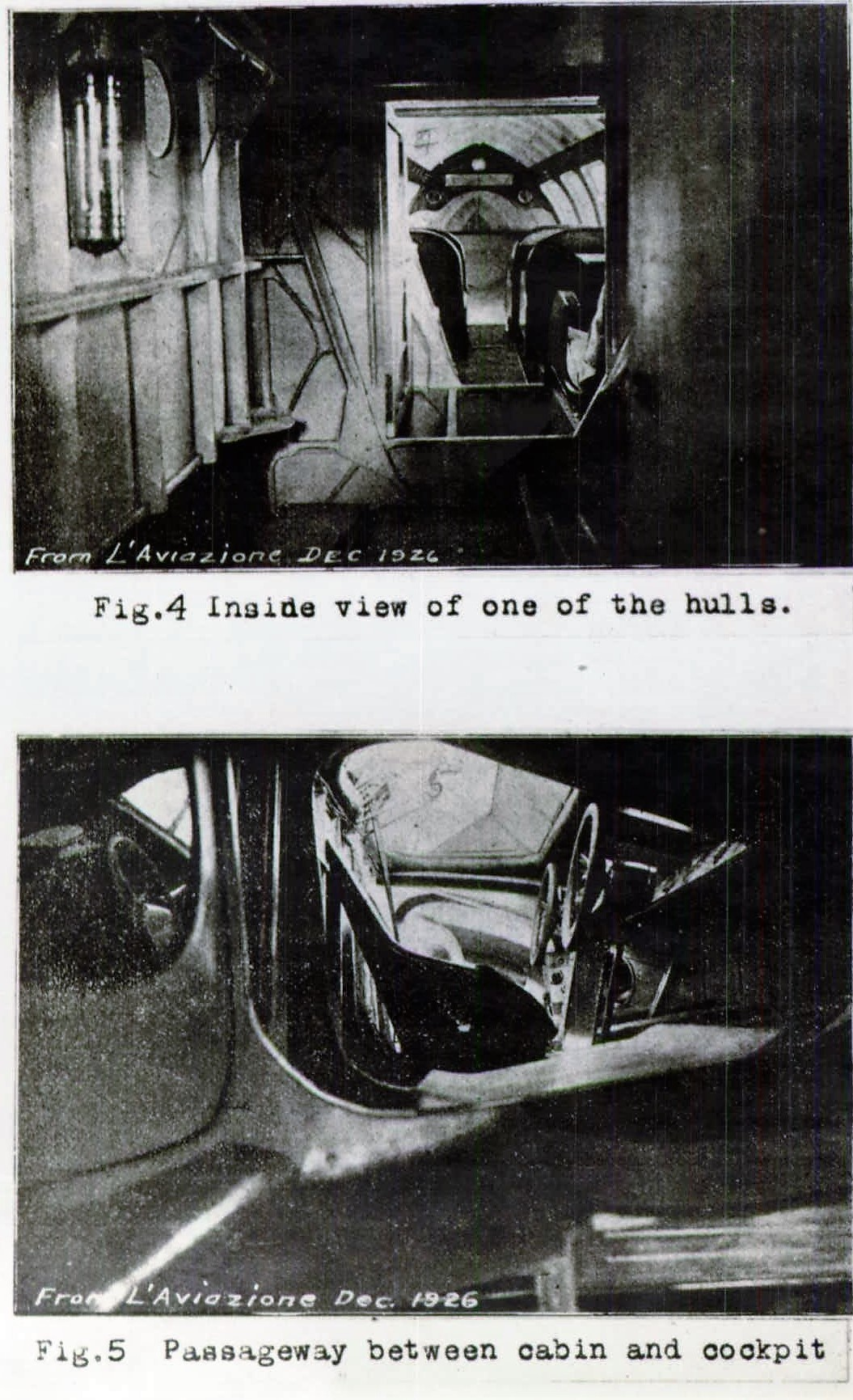
Interno di una fusoliera (sopra)
Interno dell'ala (sotto)

## Impiego operativo

### Regia Aeronautica
Nel 1929 erano in dotazione al LXXXVI Gruppo da Bombardamento Marittimo, con la 190ª e 191ª Squadriglia con base sull'Idroscalo di Brindisi nell'8º Stormo.
Nel mese di giugno il gruppo prese parte alla crociera aerea del Mediterraneo orientale (5-19 giugno 1929) voluta da Italo Balbo con il 91º Gruppo (La Spezia), la 192ª Squadriglia (Pola) ed il Reparto Volo 3^ Z.A.T. (Vigna di Valle).
Questo velivolo, e specificatamente la versione X di cui vengono riportate le caratteristiche, fu il protagonista delle trasvolate che resero famosa la Regia Aeronautica durante il periodo tra le due guerre mondiali. Dal volo dei due grandi piloti Francesco De Pinedo e Carlo Del Prete e del motorista Vitale Zacchetti nelle due Americhe a bordo di un S.55 della prima serie denominato "Santa Maria", in modo da rendere omaggio anche al navigatore Cristoforo Colombo, fino ai voli in formazione voluti e condotti da Balbo e che culminarono nel 1933 con il volo in formazione di 24 S.55X da Orbetello fino a Chicago, la Crociera aerea del Decennale. In quell'anno la città fu sede di un'esposizione universale in occasione del decennale della fondazione dell'Arma Aeronautica: la lettera X utilizzata per quella specifica versione indicava proprio il decennale in numeri romani.

## Versioni
- S.55: prototipi e modelli di produzione originali costruiti tra il 1927 e il 1930. 2 prototipi e 90 modelli costruiti.
- S.55A: versione per la Crociera aerea transatlantica Italia-Brasile, la prima crociera transatlantica di massa, svoltasi tra il 1930 ed il 1931. Variante militare con motori Fiat A.22R. 16 esemplari costruiti.
- S.55C: prima versione civile introdotta nel 1926 per la Aero Espresso Italiana[2]. Dotato di 8-10 posti (divisi tra i due scafi con prua arrotondata come nei prototipi), adottava motori Lorraine-Dietrich 12 Db da 400 CV. Al primo esemplare, immatricolato I-ABOR destinato alla tratta Brindisi-Costantinopoli si aggiunsero altri 6 esemplari[2]. Altri esemplari furono poi ordinati dalla Società Aerea Mediterranea[3].
- S.55M: fu a lungo in servizio presso i reparti sia di bombardamento che di ricognizione navale, alcune parti in legno furono sostituite in metallo. Sette esemplari vennero prodotti dalla Piaggio nel 1930.
- S.55P: Versione civile migliorata con scafo allargato per 10 passeggeri. 23 esemplari furono costruiti tra il 1928 e il 1932.
- S.55 Scafo Allargato: Versione con scafo allargato. 16 esemplari furono costruiti da Savoia-Marchetti e 16 da CANT
- S.55 Scafo Allargatissimo: Versione con scafo molto allargato. 20 esemplari furono costruiti da Savoia-Marchetti, 16 da Macchi e 6 da CANT.
- S.55X: versione per la Crociera aerea del Decennale, la seconda crociera transatlantica di massa del 1933. La "X" della versione si riferisce appunto al "Decennale" della Regia Aeronautica[1]. Adottavano motori Isotta Fraschini Asso 750 da 930 CV con eliche tripala metalliche a passo variabile e con un nuovo disegno dei radiatori che conferiva alla gondola un miglior profilo aerodinamico. Le stesse eliche vennero dotate di ogive e l'aerodinamica dell'intero velivolo venne rivista: nonostante l'ulteriore allargamento degli scafi, la velocità massima riusciva ad arrivare a 280 km/h[2]. Le ulteriori modifiche rispetto agli S.55A vedevano la capacità di carburante ridotta a 5 070 litri in 16 serbatoi (contro i 5.420 degli 'A')[1]. Notevoli miglioramenti anche nella strumentazione: bussola magnetica, variometro, virosbandometro e anemometro erano rinuiti nel complesso Nistri-Biseo. All'orizzonte artificiale ed al girodirezionale Sperry, si accompagnava un "tradizionale" sestante Salmoiraghi. L'apparato ricetrasmittente era completato da un radiogoniometro Telefunken[1]. Fu in seguito armato e utilizzato come bombardiere e aereo da ricognizione. 25 esemplari furono costruiti.

## Utilizzatori

### Militari
Italia
- Regia Aeronautica

 Romania
- Forțele Aeriene Regale ale României

### Civili
Italia
- Aero Espresso Italiana
- Società Aerea Mediterranea

 Unione Sovietica
- Aeroflot

## Esemplari attualmente esistenti
L'unico esemplare di S.55 arrivato sino ai nostri giorni è la versione C esposta presso il Museu TAM, già Museu Asas de um Sonho, sito a São Carlos nello stato federale brasiliano di San Paolo (São Paulo). L'S.55, soprannominato "Jahú" dal suo ultimo proprietario, l'aviatore João Ribeiro de Barros, lo stesso soprannominato "Alcione" dall'asso italiano della prima guerra mondiale Eugenio Casagrande, venne utilizzato per compiere la trasvolata atlantica del Sud Atlantico nel 1927.

## Galleria d'immagini

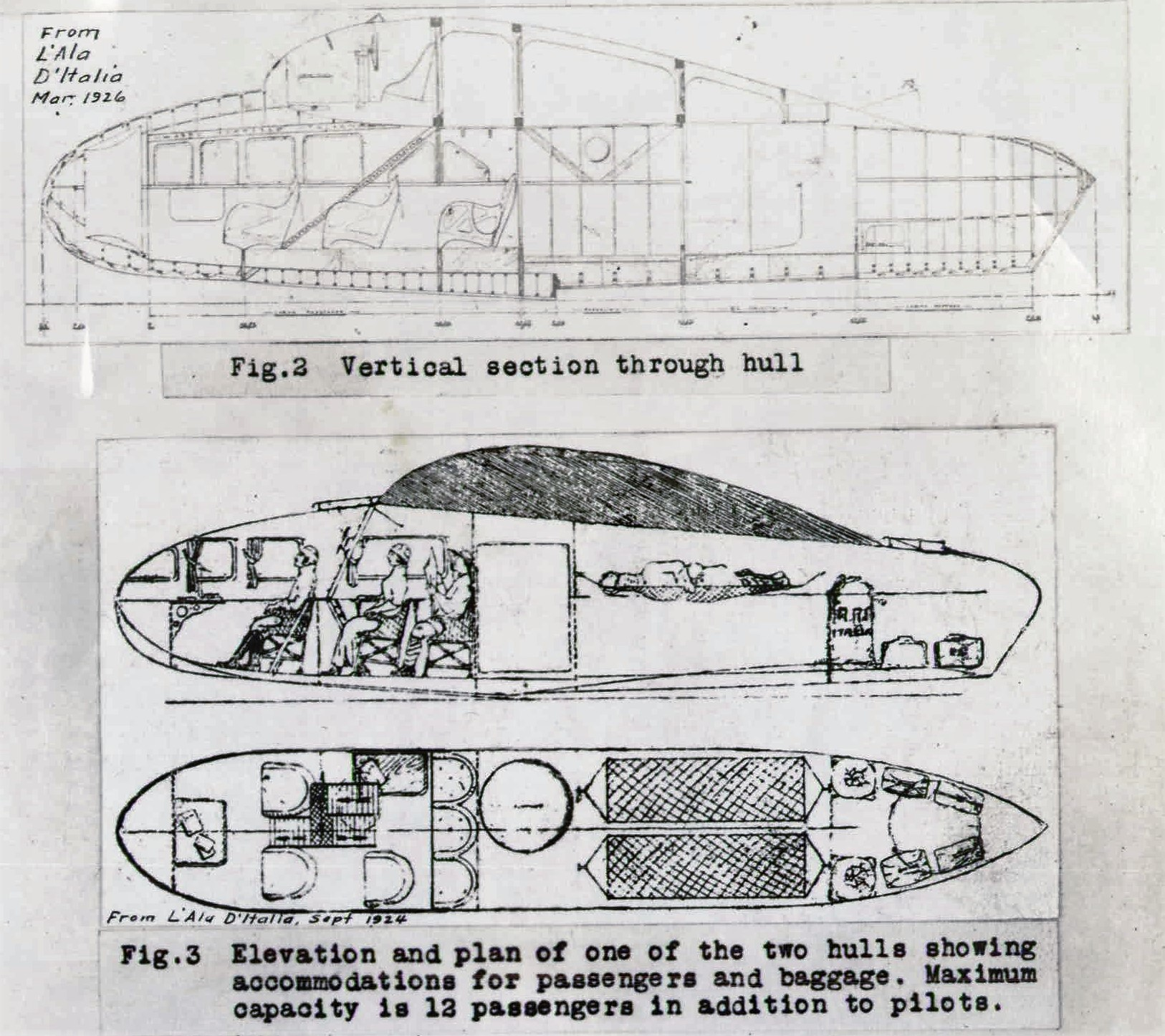
Spaccato della fusoliera
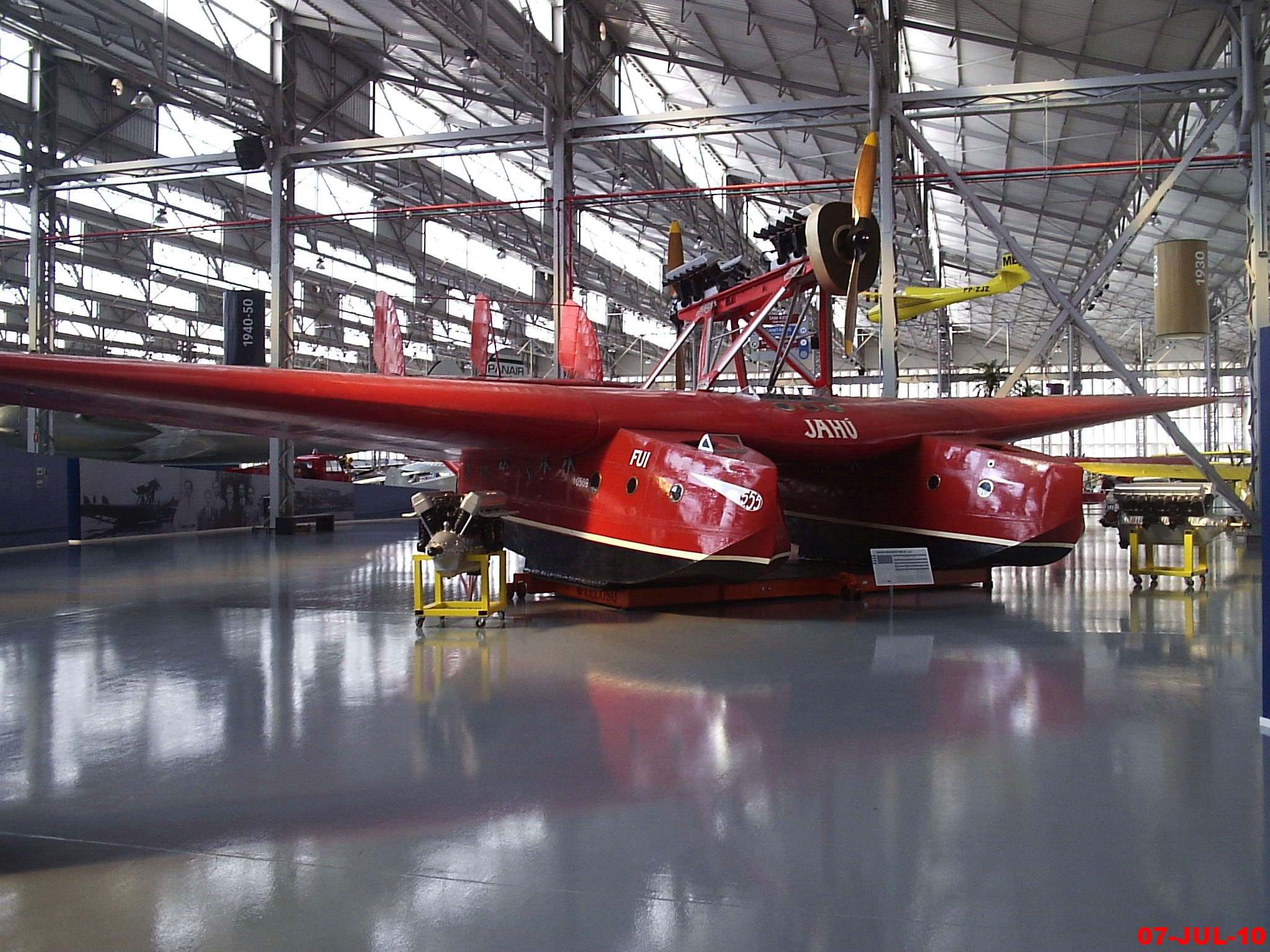
Esemplare esistente a São Carlos
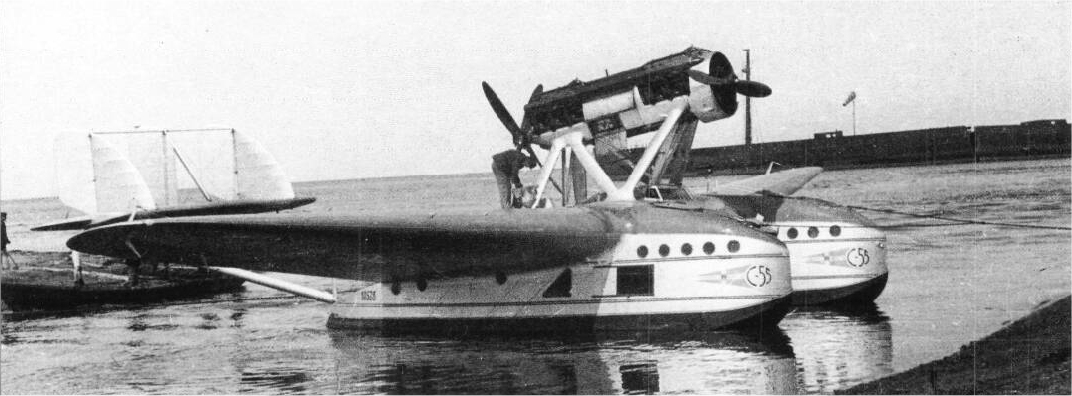
Un S.55P in livrea della compagnia aerea sovietica Aeroflot.
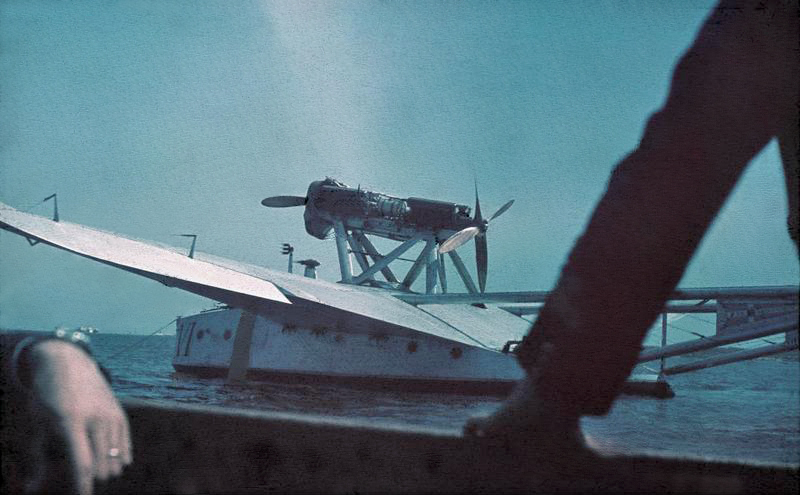
didascalia6 = Un Savoia-Marchetti S.55 della Forțele Aeriene Regale ale României, forza aerea rumena, in una rara foto a colori del 1943.
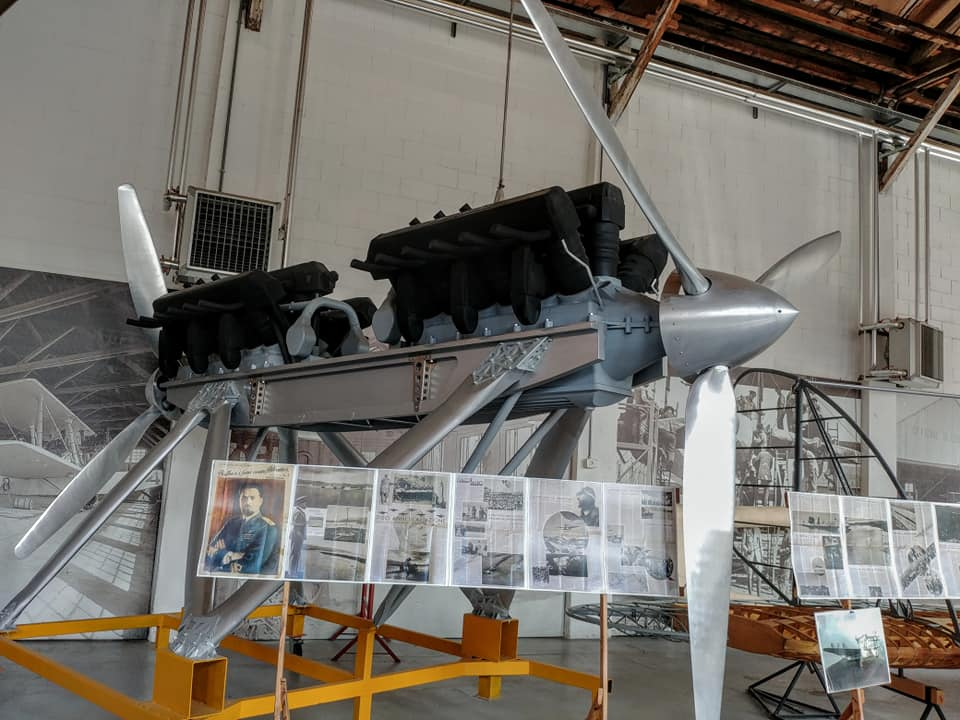
Riproduzione di uno dei motori Isotta Fraschini Asso esposto al Parco e Museo di Volandia